# Mickel Jönsson
Mickel Jönsson, kallad Mickel i Tenhult (i äldre skrifter stavat Michel i Thenhult), var skogvaktare över Jönköpings län åt Gustav II Adolf. Enligt den äldsta sammanhängande skildringen över Småland, räddade han Sverige ifrån katastrof då han slog ner en dansk styrka. Mickel Jönssons strid mot danskarna skildras i tryck för första gången i "Historisk Beskrifning om Småland", tryckt i Karlskrona 1770.
Berättelserna finns delvis bekräftade genom brev av Albert Skeel, men stora delar hör troligen till senare tiders diktning. 1842 restes en minnessten vid Tullen nära Ingaryd till minne av Mickel Jönsson. Stenen hade felaktigt årtal och 1897 restes en ny minnessten vid järnvägsstationen i Tenhult. Esaias Collin författade i samband med avtäckandet en dikt, och senare en romansvit vilken ytterligare spätt på mytbildningen kring Mickel Jönsson. Mickel Jönsson var från 1604 skogvaktare över Jönköpings län och innehade från 1609 frälserätt på sina ägor. Han avled 1634.

## Danska invasionsstyrkor
År 1612 efter belägringen av Älvsborg, befinner sig den danske kungen Kristian IV och general Gadde med den danska huvudstyrkan vid Dunkehalla och planerar att anfalla det befästa slottet i Jönköping. De väntar på det belägringsartilleri, som året innan hade använts vid belägringen av Kalmar. Danske kungen skickar ryttmästare Albert Skeel mot Kalmar för att möta den annalkande danska styrkan. Den danska styrkan befann sig vid Ödestugu på väg mot Rogberga.

## Skärmytslingen i Tenhult
I närheten av Tenhults herrgård, "på Thenhults skog", anfaller Mickel Jönsson och bönderna i Tveta härad den danska styrkan och skingrar den. De danskar som överlevt återsamlas på Myrstada slätt, "en slätt emellan Thenhult och Ingaryd". På slätten anfalls de åter av Mickel Jönsson och bönderna. De allra flesta av danskarna får sätta livet till, och även flera av svenskarna, däribland en av Mickels söner. Albert Skeel klarade sig undan, och har i ett brev daterat händelsen till söndagen den 26 juli 1612. Insatsen betyder att den danska invasionen är över. Dagen efter striden beger sig den danske kungen på återtåg. Mickel får mottaga medalj av den svenske kungen  och fick nya förläningar av gårdar för Mickel och hans släkt.